# Lucjan Błaszczyk
Lucjan Błaszczyk (Lwówek Śląski, 28 december 1974) is een Pools professioneel tafeltennisser. Hij werd in 2002 Europees kampioen in het gemengd dubbelspel, samen met de Chinees-Luxemburgse speelster Ni Xia Lian. In de finale versloegen ze titelverdedigers Aleksandar Karakašević en Rūta Garkauskaitė-Budiene.

## Sportieve carrière
Het Europees kampioenschap gemengd dubbel 2002 is de enige titel die Błaszczyk op zijn naam schreef in zijn negen EK-deelnames tussen 1994 en 2009. Niettemin plaatste hij zich zes keer voor een finale. In zowel Bratislava 1996 (met Andrzej Grubba), Zagreb 2002 (met Tomasz Krzeszewski), Belgrado 2007 (met Tan Ruiwu) als Stuttgart 2009 (met Wang Zengyi) haalde hij de eindstrijd in het dubbelspel voor mannen. Daarin moest de Pool het telkens afleggen, tegen achtereenvolgens de duo's Jörgen Persson/Jan-Ove Waldner, Timo Boll/Zoltan Fejer-Konnerth en vervolgens nog tweemaal Boll, maar nu met Christian Süß aan zijn zijde. Ook in Eindhoven 1998 bereikte hij een finale, ditmaal in het landentoernooi met de Poolse nationale ploeg. Daarin ging Frankrijk met het goud aan de haal.

Błaszczyk kwalificeerde zich in 2000, 2002, 2005, 2006 en 2007 voor de Europese Top-12. Hij kwam daar het dichtst bij een medaille in 2002, toen hij vijfde werd.
Błaszczyk maakte in 1991 zijn internationale debuut op de wereldkampioenschappen in Chiba. Dat was het eerste van de elf WK's waarop hij tot en met 2007 speelde. Zijn beste prestaties daarop waren een kwartfinaleplaats in het enkelspel van Tianjin 1995 en nog twee kwartfinaleplaatsen in de dubbelspeltoernooien van Eindhoven 1999 en Shanghai 2005.
Błaszczyk nam namens Polen deel aan de Olympische Zomerspelen 1996 (dubbelspel), 2000 (enkel en dubbel), 2004 (enkel en dubbel) en 2008 (enkelspel). Zijn beste prestaties in zowel het enkel- als dubbelspel waten allebei in Sydney 2000, toen hij in beide disciplines tot de laatste zestien kwam.
Błaszczyk is sinds 1996 actief op de ITTF Pro Tour, waarop hij zich in 1998 (in het dubbelspel), 2001 en 2004 (beide in het enkelspel) voor de ITTF Pro Tour Grand Finals plaatste. Op de Pro Tour won de Pool de dubbelspeltoernooien van het Zweden Open 1997, Frankrijk Open 1997 (beide met Tomasz Krzeszewski), Polen Open 2006 en Polen Open 2008 (beide met Wang Zengyi). In het enkelspel kwam hij nooit voorbij de halve finale.
Błaszczyk speelde in competitieverband onder meer voor TTC Zugbrücke Grenzau in de Bundesliga.